# God Is an Astronaut
God Is an Astronaut (gɔd.iz.æn.ˈæstrɘnɔ:t; с англ. — «Бог — это астронавт») — ирландский инструментальный коллектив, исполняющий музыку в жанре пост-рок.

## История
Группа была образована братьями-близнецами Нильсом и Торстеном Кинселла в 2002 году.
Идея названия группы им пришла при просмотре фильма Клайва Баркера «Nightbreed». Группа выпустила свой первый альбом The End of the Beginning на собственном лейбле Revive Records.
Два видеоклипа на песни из альбома The End of the Beginning, «The End of the Beginning» и «From Dust to the Beyond» были в ротации на MTV UK и других европейских сетях MTV.
В 2005 году вышел второй альбом группы All Is Violent, All Is Bright.
Видеоклип на песню «Fragile» попал в ротацию канала MTV. Рецензент положительно оценил мелодичные партии гитары и клавишных, а также хорошо продуманную структуру треков — их темп постепенно нарастает, достигая максимума к середине композиции, а затем спадает. Альбом выделяется из многочисленных пост-рок произведений самых разных по стилю групп отсутствием формализма, живой энергетикой звука (в отличие от альбома Far From Refuge, где большее внимание уделено созданию ощущения неземной материи и экзистенциальной эстетике).
В 2006 году группа выпустила мини-альбом A Moment of Stillness.
«Forever Lost (Reprise)» — новая версия песни «Forever Lost» с альбома All is Violent, All is Bright.
В апреле 2007 года был выпущен третий альбом группы — Far From Refuge, доступный для скачивания на официальном сайте God Is an Astronaut.
В 2008 году состоялся релиз четвёртого альбома с одноимённым названием God is an Astronaut, записанный с октября 2007 по октябрь 2008. Звучание альбома ещё более приблизилось к «живому», то есть музыка записана в формате, предполагающем живые выступления. Живая ритм-секция и структурированное звучание эффектов гитар приближает группу к музыке со сцены, при этом не потерялась потрясающая атмосфера спейс-рока.
В 2010 году вышел Age Of The Fifth Sun — пятый студийный альбом группы. Релиз сингла «In The Distance Fading» состоялся 12 февраля 2010 года.
С 16 апреля года был доступен предзаказ альбома, сам альбом вышел 17 мая 2010 года. Обложка нарисована Дэйвом Кингом.
16 сентября 2013 года группа выпустила альбом Origins на лейбле Rocket Girl, с которым группа сотрудничала при записи All is Violent, All is Bright. До альбома, проект анонсировал дату выхода сингла «Spiral Code», который вышел 2 сентября.

## Состав

### Текущий состав
- Торстен Кинселла (Torsten Kinsella) — гитара, вокал, клавишные (с 2002)
- Нильс Кинселла (Niels Kinsella) — бас-гитара, гитара, визуальные эффекты (с 2002)
- Ллойд Ханни (Lloyd Hanney) — ударные (с 2003)
- Джейми Дин (Jamie Dean) — клавишные, синтезатор, гитара, вокал (2011—2017, 2020-настоящее время)

### Бывшие участники
- Газз Карр (Gazz Carr) — гитара (2012—2013, 2018—2020)
- Майкл Фентон — ударные (2011)
- Стефан Велан — ударные (2012—2015)
- Роберт Мёрфи (Robert Murphy) — клавишные, гитара (с 2017—2020)[1]

## Дискография

### Альбомы
- The End of the Beginning (2002)
- All is Violent, All is Bright (2005)
- Far From Refuge (2007)
- God is an Astronaut (2008)
- Age of the Fifth Sun (2010)
- Origins[англ.] (2013)
- Helios / Erebus[англ.] (2015)
- Epitaph[англ.] (2018)
- Ghost Tapes 10[англ.] (2021)
- Somnia (2022)
- Embers (2024)

### Мини-альбомы
- A Moment of Stillness (27 января 2006)

### Синглы
- «The End of the Beginning» (2003)
- «From Dust to the Beyond» (2003)
- «Point Pleasant» (2003)
- «Coda» (2004)
- «Fragile» (2004)
- «Fire Flies and Empty Skies» (2005)
- «Beyond the Dying Light» (2006)
- «Tempus Horizon» (2006)
- «No Return» (2007)
- «Shining Through» (2009)
- «In the Distance Fading» (2010)
- «Spiral Code» (2013)
- «The Last March» (2014)
- «Epitaph» (2018)
- «Burial» (2020)